# TAC-Spitze
Die TAC-Spitze (benannt nach dem Techniker-Alpen-Club) ist ein 2019 m ü. A. hoher Gipfel im Südwesten des Hochschwab-Massivs in der Steiermark.

## Lage und Charakterisierung des Berges
Die TAC-Spitze gehört zum langgestreckten schroffen Felsgrat der Griesmauer, deren höchste Erhebung die Eisenerzer Griesmauer (manchmal auch Griesmauerkogel genannt, 2034 m ü. A.) etwa 800 Meter weiter nordnordöstlich ist. Rund 250 Meter südlich der TAC-Spitze steht die geringfügig niedrigere Vordernberger Griesmauer (2015 m ü. A.). Zwischen diesen beiden Gipfeln erstreckt sich ein Plateau mit Geröllfeldern; die TAC-Spitze überragt es mit steilen felsigen Flanken.

## Anstieg
Vom Hirscheggsattel 1699 m ü. A. im Südwesten führt ein markierter Anstieg auf die TAC-Spitze. Im unteren Teil verläuft er nahe der beliebten Kletterroute des Fledermausgrats zur Vordernberger Griesmauer über viel Geröll. Durch den felsigen Gipfelaufbau führt ein kurzer versicherter Klettersteig der Schwierigkeitsstufe A/B, der auch Hubert-Wieser-Steig genannt wird.
Der Hirscheggsattel ist vom Präbichl über die Leobner Hütte in etwa 1½ Stunden zu erreichen, von dort noch einmal 1 Stunde hinauf zur TAC-Spitze.